# Когилнічень
Когилнічень (рум. Cogîlniceni) — село у Резинському районі Молдови. Утворює окрему комуну.

## Населення
За даними перепису населення 2004 року у селі проживали 611 осіб.
Національний склад населення села:
| Національність   | Кількість осіб | Відсоток   |
| ---------------- | -------------- | ---------- |
| молдавани румуни | 605 1          | 99,0% 0,2% |
| українці         | 4              | 0,7%       |
| росіяни          | 1              | 0,2%       |
| Всього           | 611            | 100%       |